# Хендж

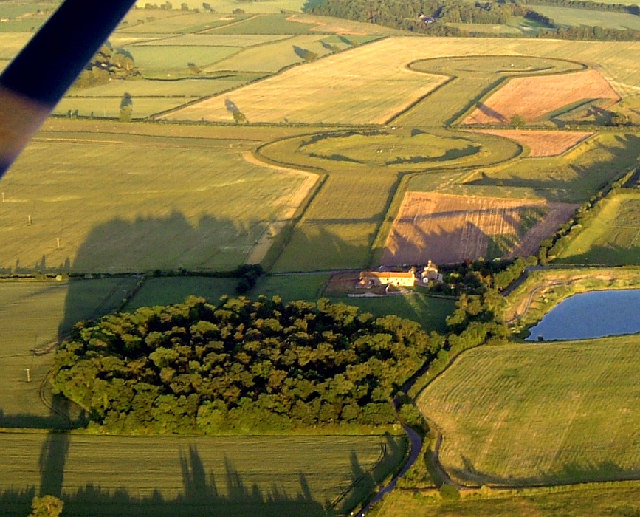
Три хенджа, комплекс Торнборо-Хенджиз

Хендж (от ст.-англ. henge (hɛndʒ) — «висячий» в составе англ. Stonehenge (ˌstəʊnˈhɛndʒ) — «висячий камень») — тип доисторического земляного сооружения. По форме представляет собой почти круглую или овальную площадку диаметром обычно не менее 20 м, окружённую земляным валом. В земляном валу проделаны входы — обычно до четырёх. Внутренние компоненты могут включать портальные сооружения, деревянные круги, группы камней или монолиты, колодцы, захоронения, центральные курганы и др.
Хенджи, скорее всего, являлись не оборонительными, а ритуальными сооружениями, поскольку с оборонительной точки зрения они весьма непрактичны.
Стоунхендж первоначально представлял собой хендж (откуда и название), однако позднее на нём были установлены камни, превратившие его в структуру типа кромлеха.
Термин «хендж» принято использовать по отношению к сооружениям такого типа на территории Великобритании, хотя аналогичные сооружения существовали в доисторическую эпоху на территории Германии (Голоринг, Госекский круг) и других стран Центральной Европы. Подробнее про эту группу памятников см. статью кольцевые канавы.
Впервые термин «хендж» по отношению к монументальным сооружениям эпохи неолита введён Томасом Кендриком.